# Cheiraster horridus
Cheiraster horridus är en sjöstjärneart som beskrevs av Fisher 1906. Cheiraster horridus ingår i släktet Cheiraster och familjen nålsjöstjärnor. Inga underarter finns listade i Catalogue of Life.